# Mont Malamot
Mont Malamot (wł. Monte Malamot; fr. Pointe Droset) – góra w północnych Alpach Kotyjskich, w pobliżu przełęczy Mont Cenis. Ma wysokość 2917 metrów (9570 stóp).

## Położenie
Góra znajduje się na terytorium francuskim, na dziale wodnym Dora Riparia-Arc, na obszarze, który Włochy oddały Francji na mocy traktatu paryskiego z 1947. Południowo-zachodnie zbocze jest strome i opada na Vallon de Savine oraz w innych kierunkach, jednakże pozostałe stoki są znacznie mniej strome. Wzniesienie ma charakter trawiasty i detrytyczny. Szczyt położony jest pomiędzy Colle Giasset (2702 m) a szczytem Piccolo Moncenisio.

## Dostęp do szczytu
Normalna trasa biegnie wzdłuż długiej militarnej drogi, która wspina się z tamy Mont-Cenis na szczyt góry. Trasę tę można również pokonać rowerem górskim, jednakże może to być bardzo wyczerpujące ze względu na znaczną różnicę wysokości, którą należy przezwyciężyć. Szczyt Mont Malamot można również osiągnąć – dzięki pozostałościom szlaku znajdującego się na detrytycznym, południowo-wschodnim zboczu – przemieszczając się w górę od jeziora Bianco, położonego u podstawy góry. Zachodni grzbiet, który łączy szczyt z Colle del Piccolo Moncenisio, nie jest szczególnie trudny.

## Fortyfikacje
Na południowy wschód od szczytu, w rejonie leżącego pod nim jeziora białego, w 1889 zbudowano masywne koszary obronne. Celem było przeciwdziałanie ewentualnemu atakowi wojsk francuskich. Twierdza, która mogła pomieścić garnizon 200 żołnierzy, została skonstruowana na dwóch kondygnacjach zlokalizowanych nad ziemią. Zdominowana jest przez obserwatorium, składające się z metalowej wieży, która z kolei jest chroniona przed opadami śniegu dzięki betonowej konstrukcji. Znajduje się na wysokości 2913 m n.p.m. – jest to najwyżej położone, stałe stanowisko całego kompleksu obronnego jeziora Mont-Cenis. W latach 1932–1940, w ramach budowy wału alpejskiego, obszar został dodatkowo wzmocniony licznymi stanowiskami obronnymi zlokalizowanymi w jaskiniach.

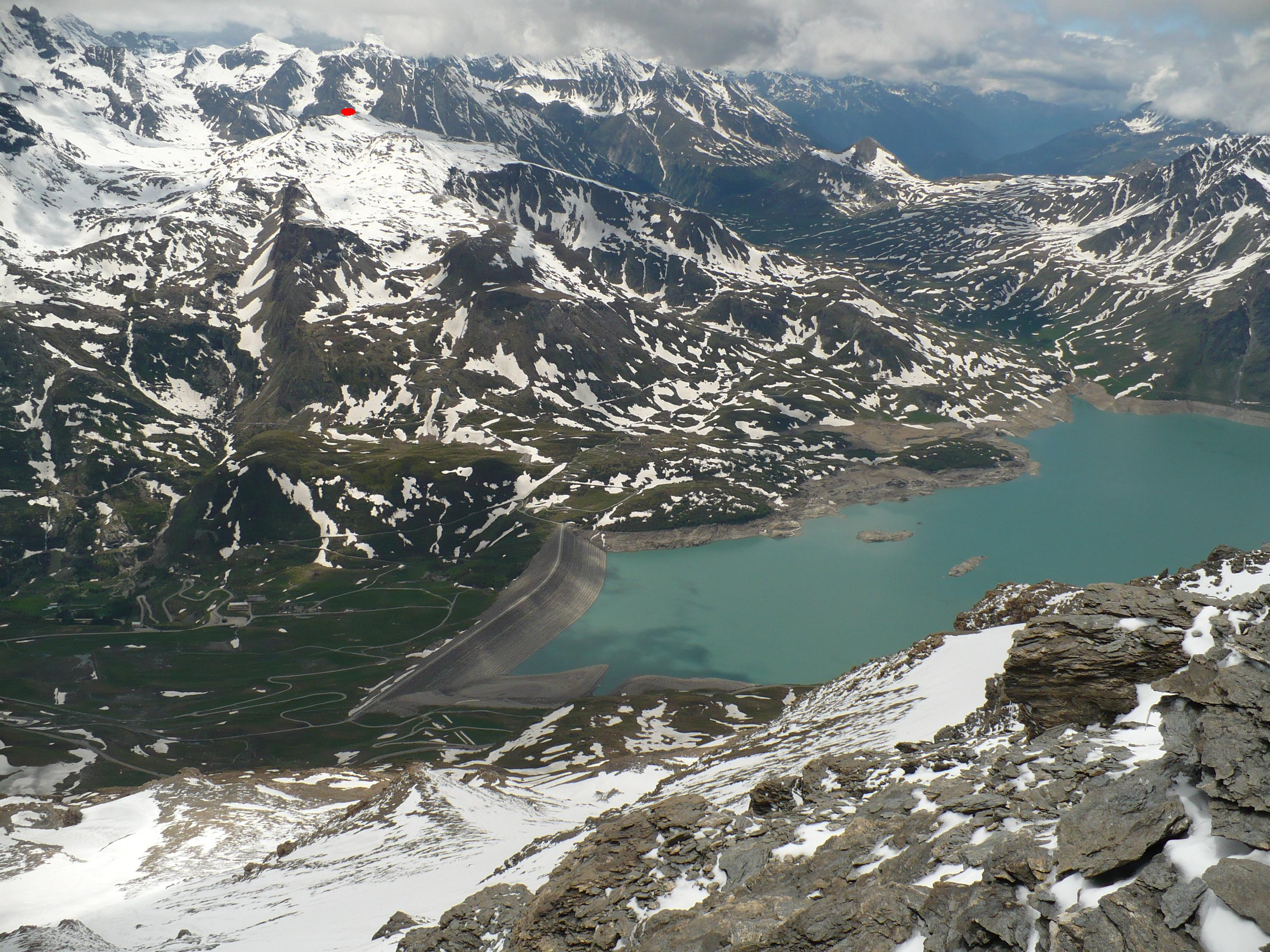
Jezioro Mont Cenis i otaczające góry (Mont Malamot jest zaznaczony czerwoną kropką)
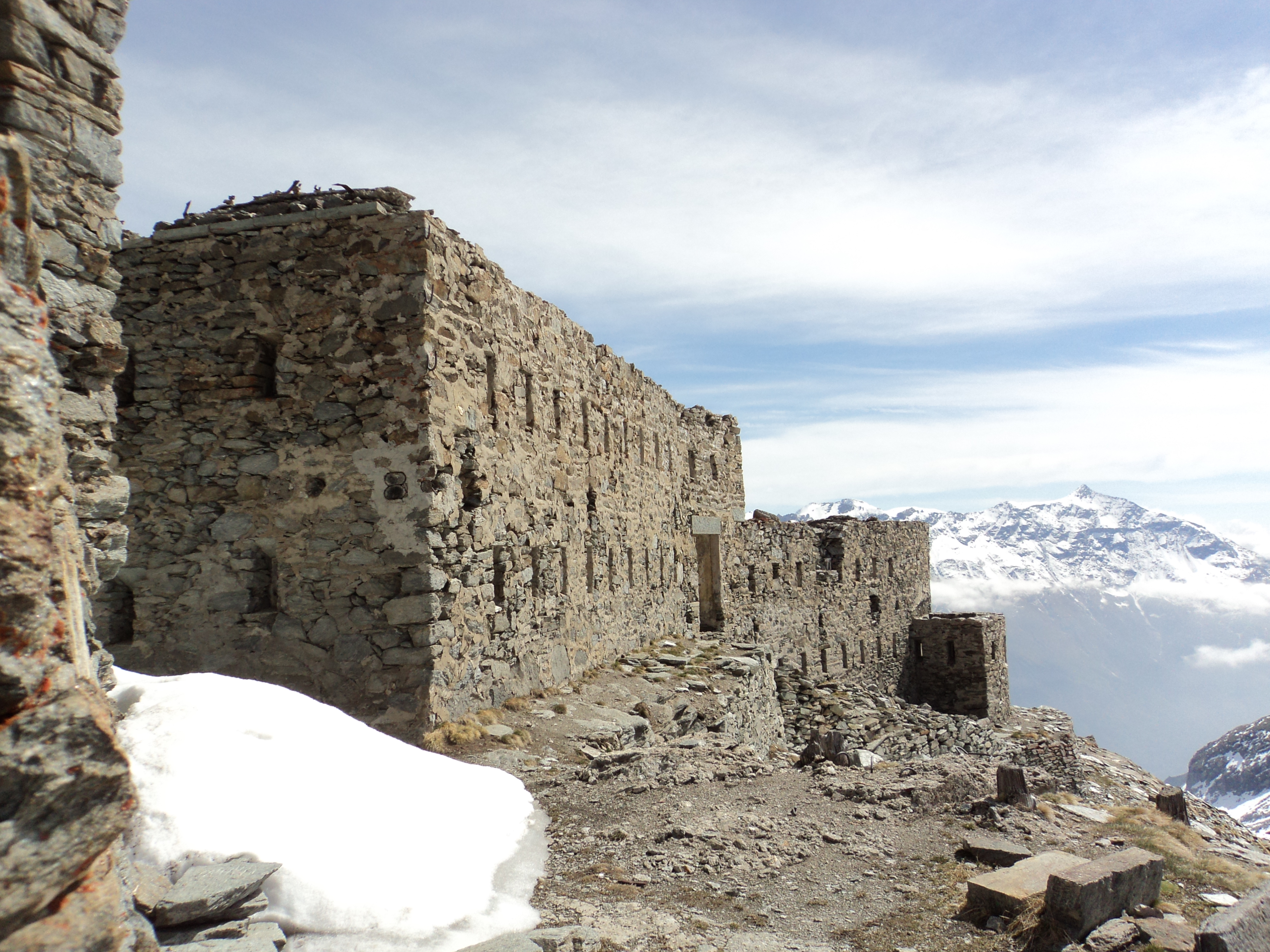
Pozostałości fortyfikacji na szczycie góry
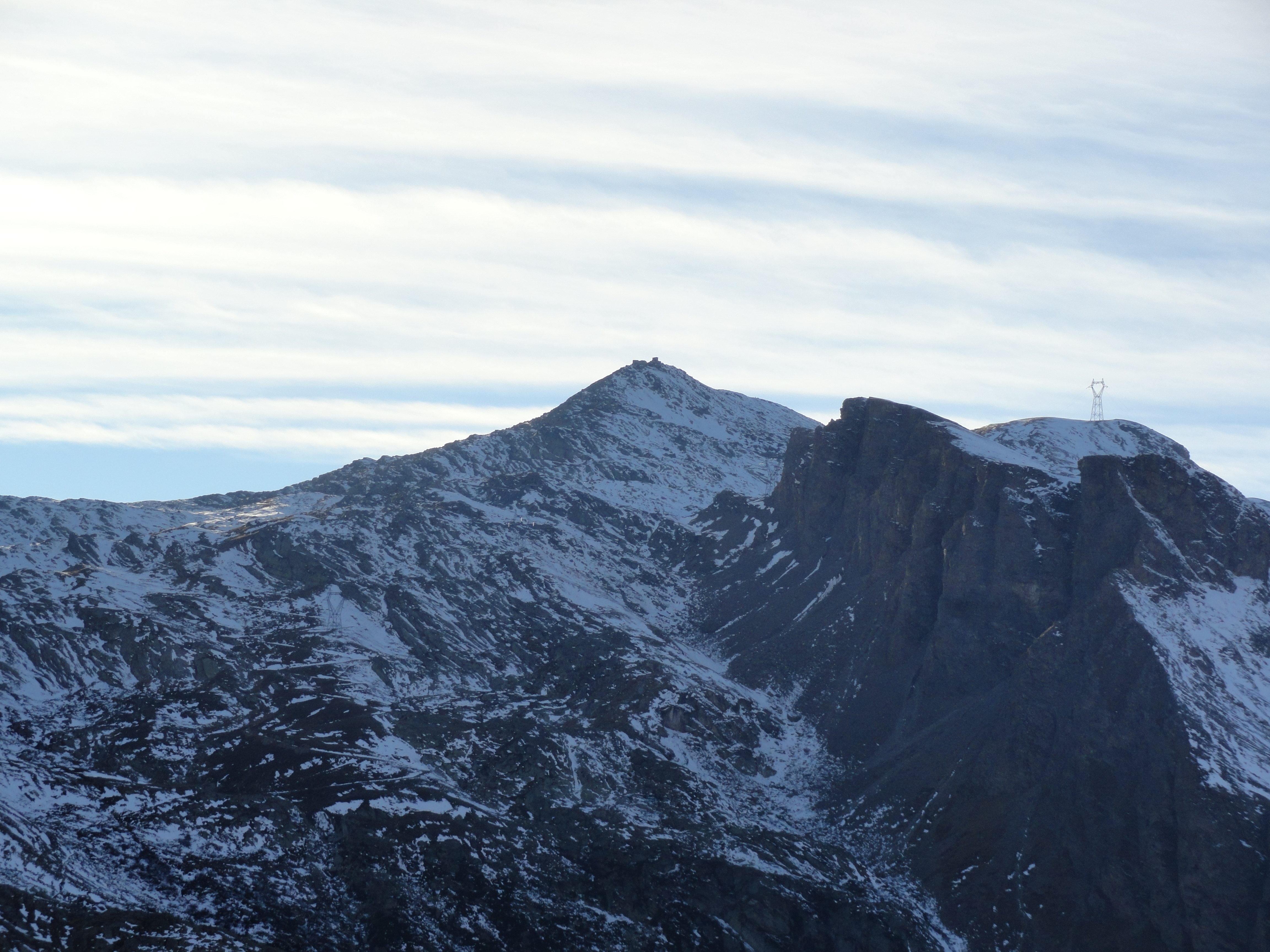
Mont Malamot, z koszarami obronnymi na górze, widziane z równiny, gdzie stała Bateria Paradiso